# Dumai
Dumai è una città dell'Indonesia, situata sull'isola di Sumatra, nella provincia di Riau. La città, che sorge sullo Stretto di Malacca, di fronte all'isola di Rupat, si estende su un'area di 1.727 km² e conta 173.866 abitanti (2010). Dumai è una città moderna, costruita negli anni settanta e ottanta del ventesimo secolo, ed è un importante centro commerciale e di trasporto, sia a livello regionale, che internazionale. È inoltre ricca di petrolio. 
Dumai è suddivisa in 7 distretti (kecamatan):
- Bukit Kapur
- Dumai Barat
- Dumai Timur
- Medang Kampai
- Sungai Sembilan
- Dumai Kota
- Dumai Selatan